# عصام الدین خلیل
عصام الدین خلیل (عربی: عصام الدين خليل حسن خليل)؛ (انگلیسی: Essam E. Khalil؛ زاده ۱۲ ژوئیهٔ ۱۹۴۸) یک دانشمند در زمینه توان الکتریکی، احتراق، و انتقال گرما اهل مصر است.

## تحصیلات
خلیل به مدرک کارشناسی ارشد در مهندسی مکانیک از دانشگاه قاهره در دسامبر ۱۹۷۳ خود رسید. در فوریه ۱۹۷۷ او توانست به Ph.D. مدرک مهندسی مکانیک در دانشگاه لندن کالج علمی و فناوری امپریال، بریتانیا دست پیدا کند.